# Гудушаури, Леван Евстафьевич
Леван Евстафьевич Гудушаури (груз. ლევან ევსტათის ძე ღუდუშაური; 1912, Тбилиси — 1979) — советский боксёр, чемпион СССР, заслуженный мастер спорта СССР (1951), тренер, судья всесоюзной категории (1956).

## Биография
Родился в городе Тбилиси в 1912 году.
Окончил архитектурный факультет Грузинского индустриального института.
В 1945 году стал чемпионом СССР в полутяжёлом весе. В 1945 году завоевал ещё одну золотую медаль в командном первенстве СССР вместе с командой Грузии занявшей первое место в отдельном первенстве СССР по боксу 1945 года. Финалист чемпионатов СССР 1944 и 1946 годов.
За большие заслуги и личный вклад в развитие бокса в Грузии присвоено звание заслуженный мастер спорта СССР по боксу в 1951 году.

### Семья
Жена — Евгения Лабадзе, двое детей.